# Loccum
Loccum is een plaats in de Duitse gemeente Rehburg-Loccum, deelstaat Nedersaksen, en telt 3132 inwoners (2006).
In de Middeleeuwen heeft nabij Loccum een kasteel Monckhusen gestaan. Dit was het stamslot van het adellijke geslacht Zu Münchhausen, waar de bekende "leugenbaron" Baron van Münchhausen van afstamt.
Verder staat er in Loccum een bezienswaardig, uit 1163 daterend klooster, waarvan een gedeelte kan worden bezichtigd.
De plaats ligt niet ver van het Steinhuder Meer.

Zie voor meer informatie onder Rehburg-Loccum.

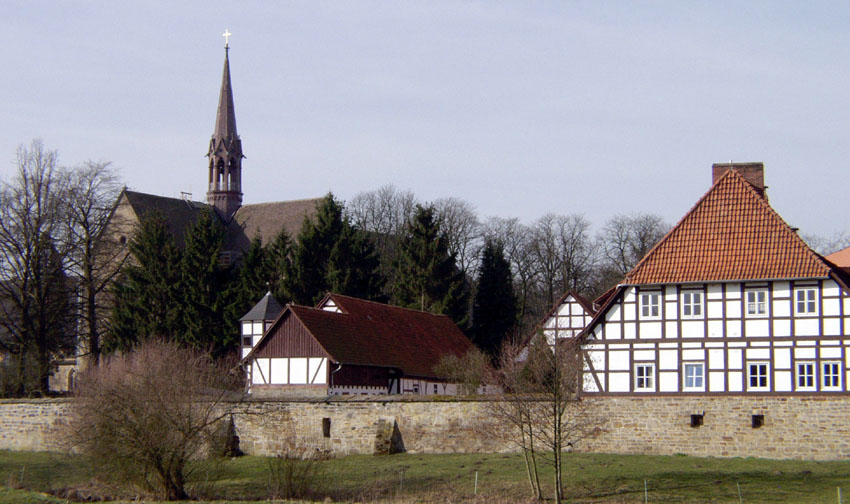
Klooster Loccum
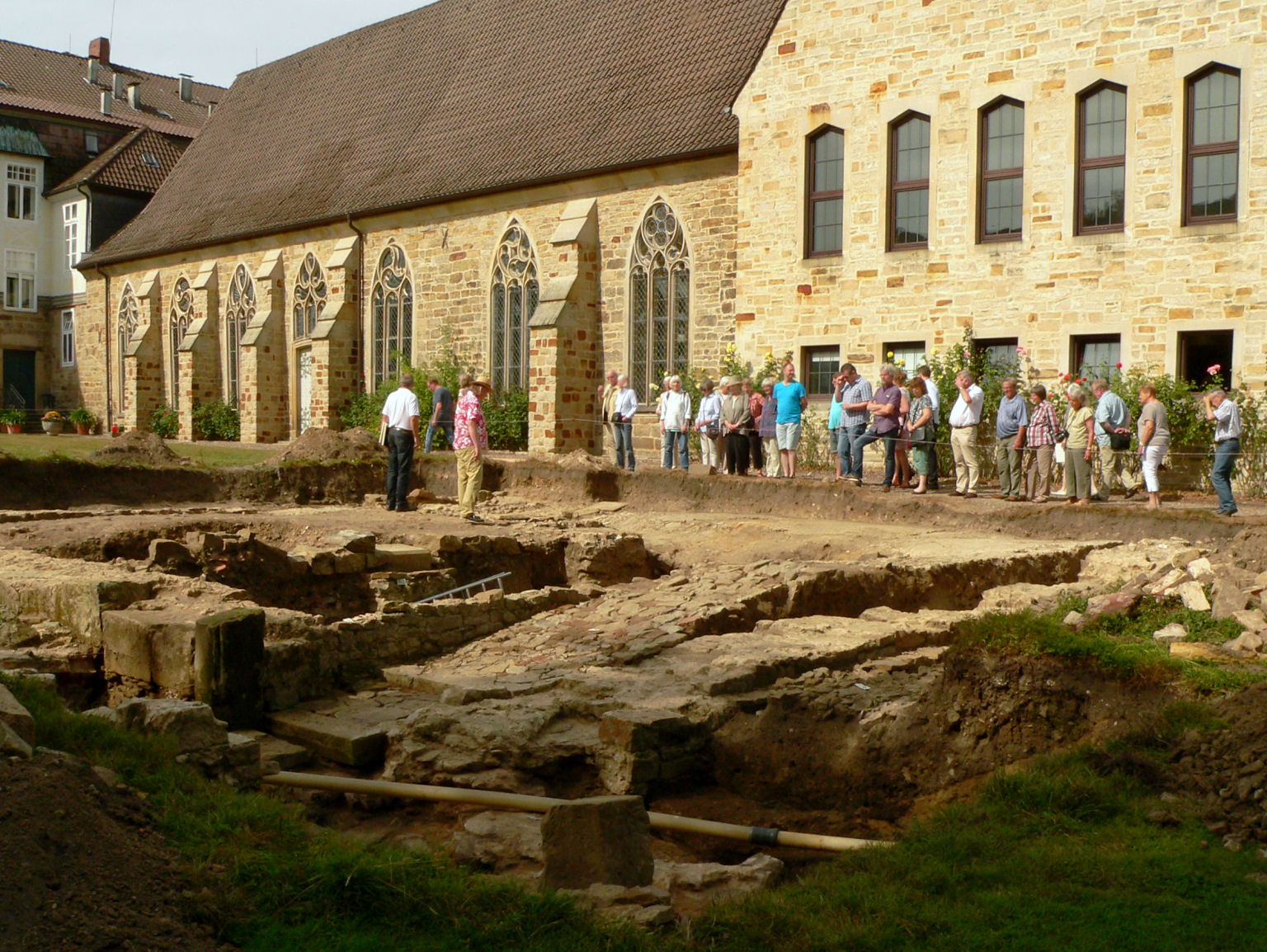
Binnenplaats klooster met archeologische opgraving van middeleeuwse muurresten tijdens Open Monumentendag
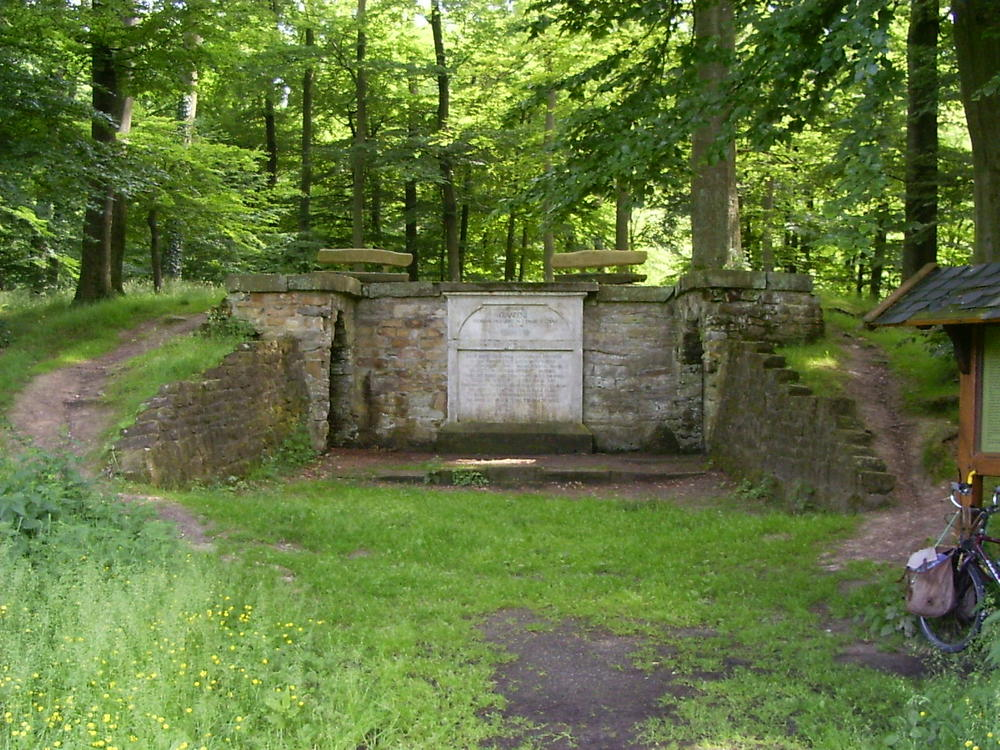
Burchtheuvel Luccaburg achter Klooster Loccum
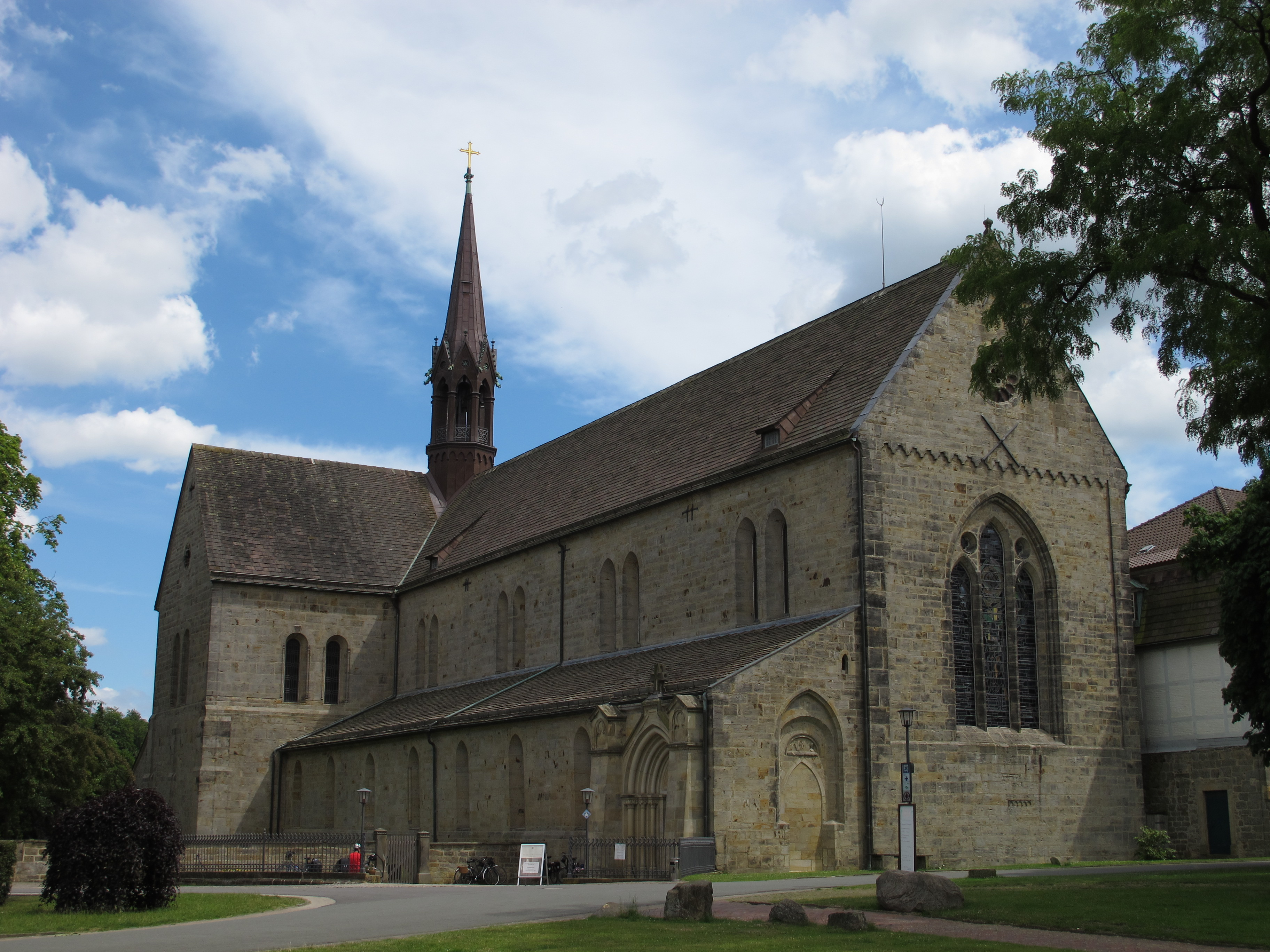
Sint-Joriskerk bij Klooster Loccum
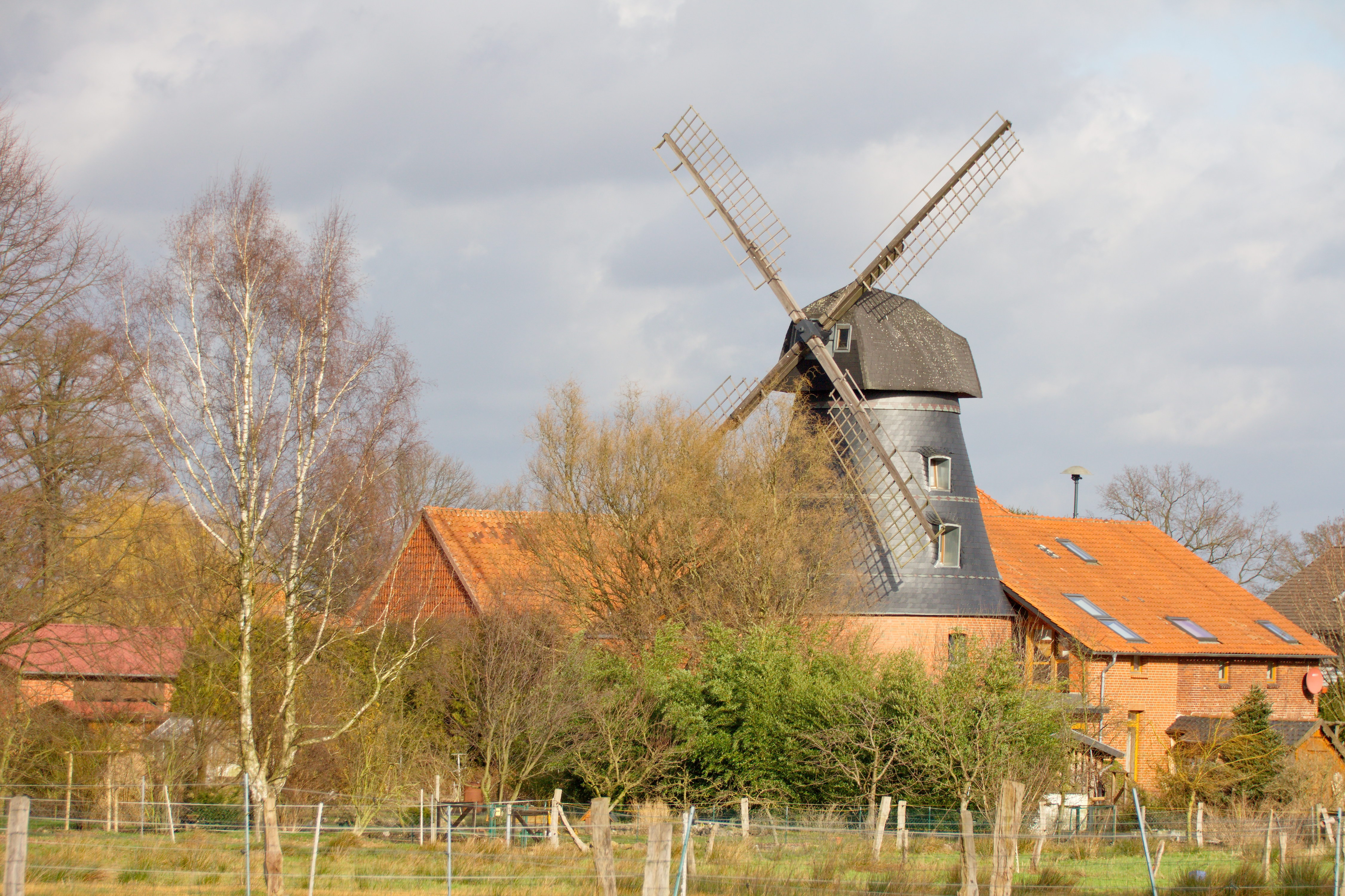
Windmolen van Loccum (1849; restauratie in 2013)